# Andreos
Segons la mitologia grega, Andreos (en grec antic Ἀνδρεύς) va ser el fill del déu-riu Peneu i va viure a Tessàlia. Va donar nom a un districte d'Orcomen que es deia Andreis. Pausànias, que ens dona aquesta informació, també parla d'un Andreos, que potser no és la mateixa persona, i diu que va ser el primer en colonitzar l'illa d'Andros. Diodor de Sicília explica que Andreos va ser un dels generals de Radamant, que va rebre com a regal l'illa d'Andros.
Va ser rei d'Orcomen. Amb Evipe, filla de Leucó, Andreos va tenir un fill, Etèocles, que el va succeir en el tron.